# Wał Gocławski

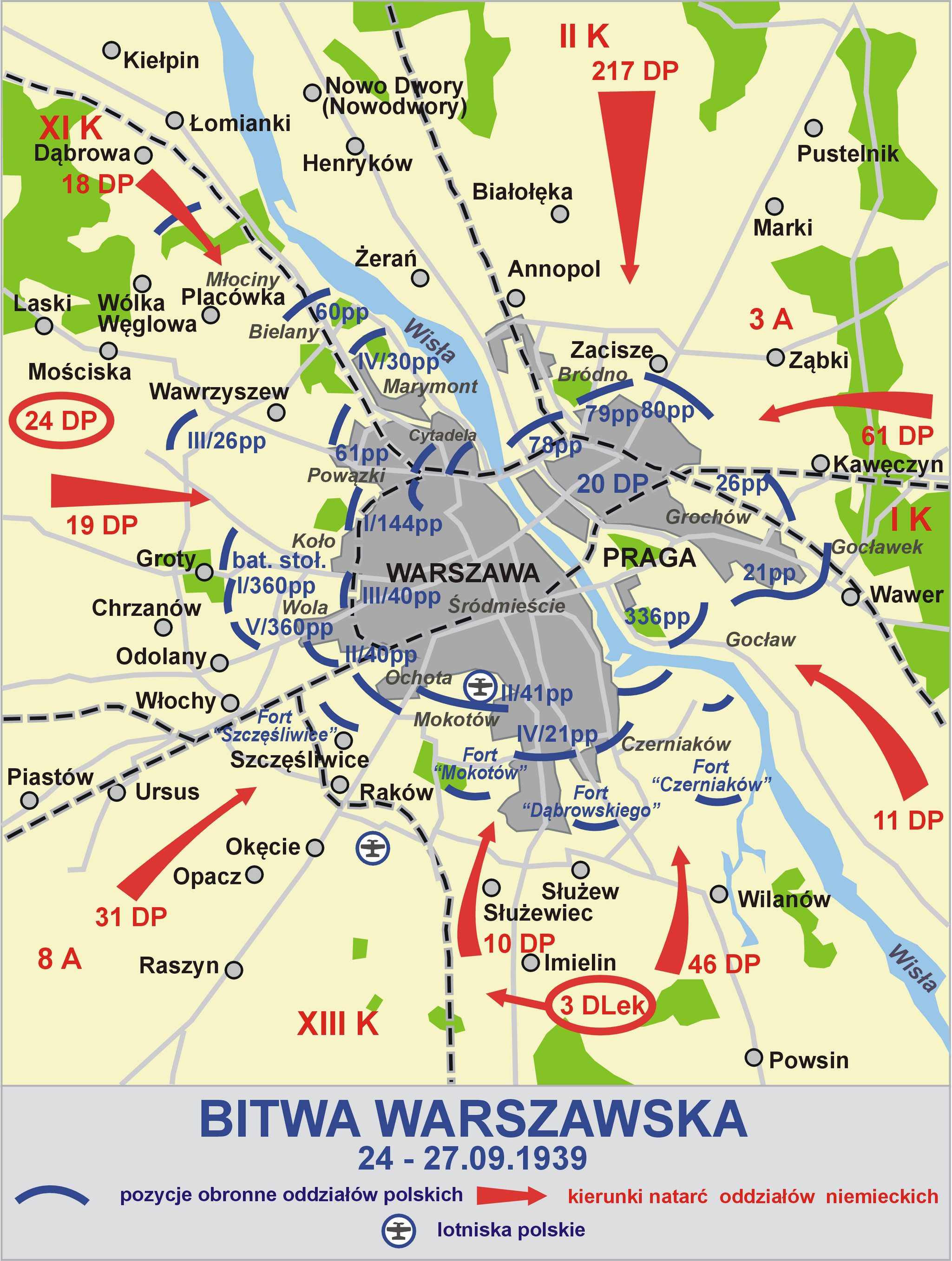
Obrona Warszawy we wrześniu 1939

Wał Gocławski (Wał Szwedzki, Wał Wolframów) – dawny wał przeciwpowodziowy w Warszawie, znajdujący się między Wałem Miedzeszyńskim a Jeziorem Balaton.
Usypany na początku XX wieku wał miał pełnić funkcję pomocniczą wobec Wału Miedzeszyńskiego. Oficjalnie nazwano go Gocławskim (od pobliskiego Folwarku Gocław), jednak występował również pod nazwą Wał Wolframów (od nazwiska właścicieli sąsiednich gruntów uprawnych). Trzecia występująca nazwa to Wał Szwedzki - od odnalezionych w trakcie usypywania wału reliktów bitwy ze Szwedami z 1656 roku. Z tego względu w 1916 na Wale Gocławskim ustawiono pomnik poświęcony poległym. W latach 80. XX wieku wał został niemal całkowicie zniwelowany, a pomnik przeniesiono w bezpośrednie sąsiedztwo Wału Miedzeszyńskiego.
Przedpola Wału Gocławskiego były miejscem krwawych walk podczas obrony Warszawy we wrześniu 1939 roku. W trakcie próby odbicia Wału Gocławskiego z rąk niemieckich poległ m.in. major Andrzej Górnicki dowodzący III batalionem 336 pułku piechoty.
Jedną z pamiątek po Wale Gocławskim jest nazwa pobliskiego przystanku autobusowego przy ul. gen. Tadeusza Bora-Komorowskiego.